# Monanthotaxis whytei
Monanthotaxis whytei là loài thực vật có hoa thuộc họ Na. Loài này được (Stapf) Verdc. mô tả khoa học đầu tiên năm 1971.